# 塔伊诺
塔伊诺（義大利語：Taino），是意大利瓦雷泽省的一个市镇。总面积7平方公里，人口3765人，人口密度537.9人/平方公里（2009年）。国家统计（ISTAT）代码为012125。
塔伊诺（義大利語：Taino）是意大利北部的一个市镇，距离米兰市中心约45公里。这个小镇拥有丰富的历史和文化，是一个充满活力和乐趣的地方。
在塔伊诺，你可以看到许多古老的教堂、城堡和博物馆。其中最著名的是圣母升天教堂（義大利語：Chiesa di Santa Maria Assunta），这座教堂建于16世纪，是一个非常受欢迎的旅游景点。

## 地理位置
塔伊诺（義大利語：Taino）是位于意大利北部伦巴第大区瓦雷泽省的一个市镇，距离米兰市中心约45公里，地处马焦雷湖西南方向。该地处于丘陵地带，地势起伏，周围被大片绿地与农业用地环绕。

## 历史与文化
塔伊诺的历史可追溯至中世纪，其名称在公元11世纪的文献中已有记载。该镇在历史上曾为周边地区的宗教与农业中心。
镇内保留着许多历史遗迹，其中最著名的是圣母升天教堂（義大利語：Chiesa di Santa Maria Assunta），这座教堂建于16世纪，以其文艺复兴风格的立面和内部祭坛画闻名，是当地重要的宗教地标。

## 经济与生活
当地经济以农业、小型制造业和旅游业为主。近年来，由于靠近马焦雷湖和米兰，塔伊诺逐渐吸引了更多的游客和度假者。
镇中心设有若干家咖啡馆、小商店和文化中心，为居民和游客提供休闲和社交空间。

## 交通
塔伊诺通过地方道路与周边城市相连，最近的主要高速公路为A8公路（意大利高速公路系统）。邻近的桑加诺站提供通往米兰及其他城镇的火车服务。